# زنبق ماد
زنبق ماد (نام علمی: Iris meda) یکی از گونه‌های سردهٔ زنبق است. ارتفاع گیاه ۱۵ سانتیمتر است. آویزها تا ۵ سانتیمر طول و ۲ سانتیمتر عرض دارند، در صورتی‌که درفش‌های آن که در ناحیهٔ حاشیه موجدارند قدری از آویزها بزرگتر هستند. در این‌گونه تنوع چندی در رنگ‌ها دیده می‌شود. رنگ زمینه معمولاً کرم یا سفید بوده ولی ممکن است به رنگ مایل به زرد یا یاسمنی کمرنگ نیز دیده شود، در حالکیه رگه‌های آن از قهوه‌ای تا یاسمنی مایل به قهوه‌ای تغییر می‌یابد. موهای زرد میانی آویزها به ندرت دارای نوک قهوه‌ای یا بنفش می‌باشند. از آنجائیکه این گونه به مقدار فراوان در نواحی زراعی از جنوب و شرق اراک تا کردستان می‌روید لذا اکثراً در طول مزارع یافت می‌گردد. رویشگاه این گونه اغلب در خاک‌های قدری شنی و از ۱۴۰۰ تا ۲۴۰۰ متر ارتفاع است. فصل گلدهی فروردین و اردیبهشت است. در قسمت‌هایی از کردستان نیز نمونه‌هایی دیده می‌شود که خیلی بیشتر از آنچه در فوق توصیف گردید تنوع و تغییر رنگ نشان می‌دهند که احتمالاً این نمونه‌ها دورگه‌های حاصل از گونهٔ ماد با بعضی از گونه‌های دیگر می‌باشند.